# Бириљушки рејон
Бириљушки рејон (рус. Бирилюсский район) је општински рејон у северозападном делу Краснојарске Покрајине, Руске Федерације.
Административни центар рејона је насеље Новобириљуси (рус. Новобирилюссы). Који се налази на 265 km удаљености од Краснојарска. Рејон је образован 4. априла 1924. године.
Суседни рејони су:
- север: Јенисејски рејон
- североисток: Пировски рејон
- исток: Бољшемуртински и Јемељановски рејон
- југ: Козулски и Бољшеулујски рејон
- запад: Ћућетски рејон

Укупна површина рејона је 11.800 km².
Укупан број становника је 10.219 (2014)